# Rumbach Sebestyén
Rumbach Sebestyén (született Rombach, Nagybánya, 1761 – Bécs, 1844. január 16.) orvos, gyógyfürdő-alapító.

## Élete
A Rombach család Németországból származott. Rombach Mátyás az 1700-as évek közepén költözött a Tiszántúlra. Nagybányán telepedett le, s ott volt orvos: előbb katonai, majd bányaigazgatósági sebész. 
Sebestyén is az orvosi hivatást választotta. Előbb a pesti egyetemre járt,  majd Bécsben avatták doktorrá 1788-ban. Terézvárosban kezdte el orvosi praxisát. 1798-ban Pest városának tisztiorvosává nevezték ki. 1806-ban a mai Podmaniczky és Munkácsy utcák sarkán létesítette Pest első gyógyfürdőjét, a Vas fürdőt.

„Rombach Vas Ferdője az Város Erdejének bal oldalán állíttatott fel 1806-ik esztendőben, és leginkább az szabad levegőt, és zöldséget kedvellők által látogattatik. – Patachich József: Szabad királyi Pest városnak leírása. Pest, 1831”

„Pest első gyógyfürdője is itt, a  Városliget mellett, ebben az időben épül fel. A mai Podmaniczky utca és Munkácsy utca találkozásánál lévő telket 1800-ban Rumbach Sebestyén orvos vásárolta meg, mert úgy gondolta, hogy ezen az akkor még homokos területen szőlőt fog termeszteni. Kútásás közben azonban vastartalmú forrásra bukkant, ezért aztán hamar megváltoztatta eredeti tervét, és elhatározta, hogy gyógyfürdőt építtet szállodával és vendéglővel egybekötve. Így is történt és 1806-ban megnyitotta gyógyfürdőjét (Vasfürdő), amelyet főleg betegek látogattak gyógyulás és üdülés céljából.”

Hamarosan hírnevet szerzett magának. Nemcsak a szegény betegeket gyógyította ingyen, hanem a budai és pesti katonai kórházakban való szolgálatáért sem fogadott el tiszteletdíjat. Önzetlensége a rászoruló betegeken kívül kivívta az uralkodó elismerését is, akitől örökletes nemesi címet kapott.

### Magánélete
A Pesten, 1789. május 5-én Pauer Katalinnal kötött házasságából öt gyermek született. 1835-ben megözvegyült, s Bécsbe költözött a lányaihoz, ahol 83 éves korában halt meg.

## Emlékezete
1806-tól 1833-ig az övé volt az akkori Országút (ma Károly krt.) 9. szám alatti átjáróház, amelyet építtetőjéről (alkalmasint apósáról) Pauer-háznak neveztek. Az átjáróház másik kijárata egy addig névtelen utcára nyílt, amelyet róla neveztek el 1874-ben.